# Le Thor
Thor – miejscowość i gmina we Francji, w regionie Prowansja-Alpy-Lazurowe Wybrzeże, w departamencie Vaucluse.
Według danych na rok 1990 gminę zamieszkiwało 5941 osób, a gęstość zaludnienia wynosiła 167 osób/km² (wśród 963 gmin regionu Prowansja-Alpy-W. Lazurowe Thor plasuje się na 115. miejscu pod względem liczby ludności, natomiast pod względem powierzchni na miejscu 269.).

## Zabytki
- XII-wieczny kościół Notre-Dame-du-Lac, jedna z najpiękniejszych w budowli romańskich we Francji[1].
- zamek odnowiony w XVIII wieku.